# مؤامرة شارع سانت نيكيز

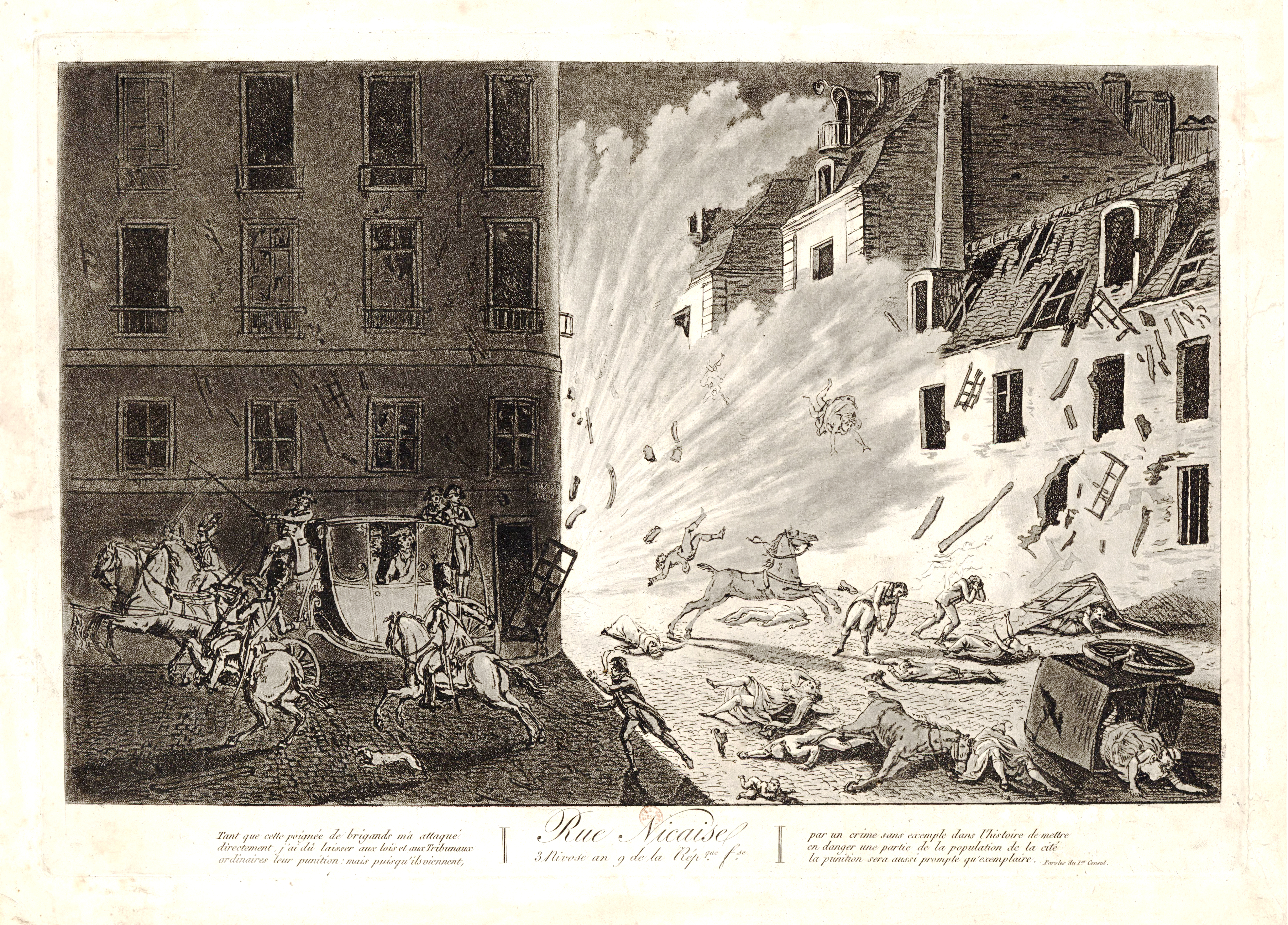
لوحة منحوتة مؤامرة شارع سانت نيكيز

مؤامرة شارع سان نيكيز، المعروفة أيضا باسم إنفيرنال ماشين وهي محاولة اغتيال القنصل الأول فرنسا، نابليون بونابرت، في باريس في 24 ديسمبر 1800. وقد أعقبت مؤامرة قصر بواجنارد في 10 أكتوبر 1800، وكانت واحدة من مؤامرات الملكيين والكاثوليك العديدة.
كان اسم «الآلة الجهنمية» أو «الجهاز الجهنمي»، في إشارة إلى حادثة وقعت خلال القرن السادس عشر وهي الثورة ضد الحكم الإسباني في فلاندرز. في 1585، خلال حصار أنتويرب من قبل الإسبان، وكان مهندس إيطالي في خدمة الأسبان صنع عبوة ناسفة من برميل محزم باطواق من الحديد، ممتلئ بالبارود والمواد القابلة للاشتعال والرصاص، وجعله ينطلق من قاذف مثل المقلاع من مسافة بخيط. وقد أطلق المهندس الإيطالي على نلك الأداة «الآلة الجهنمية».

## المتآمرين
تم التخطيط للجهاز الجهنمىفي محاولة اغتيال نابليون بواسطة سبعة من الموالين لشويوان بريتون
- بيير روبينو دي سان ريجنت (1768-1801):[1] وقد حاول مؤيد لويس الثامن عشر، سان ريجنت لإثارة تمرد في غرب فرنسا في العام السابق، وكان قد مزق علنا حتى عرض نابليون للعفو فاندي.
- بيير بيكو دي ليمون (1768-1826): ابن شهم أحد النبلاء الملكيين الذبن قتلوا بالمقصلة.
- جورج كادودال (1771-1804): زعيم شويوان العملاق شوانوري.
- جان باتيست كوستر (1771-1804): واحد من أقدر مساعدي Cadoudal، والمعروف باسم سانت فيكتور.
- وكان المتآمرين الثلاثة الآخرين النبلاء Joyaux دي اساس، جيروم بيتيون دي فيلنوف، ولا هاي-سانت هيلير.

## المؤامرة
في 26 الشهر الثالث في التقويم الجمهوري الفرنسي التاسع من الجمهورية الفرنسية (17 ديسمبر 1800) وكويوانوس كربون، ليمولان وسان ريجانت اشترى عربة وحصان من تاجر الحبوب الباريسي اسمه لامبال. وقال كربون أنه كان بائعا متجولا وكان قد اشترى كمية السكر البني الذي كان يحتاج أن ينقله إلى لافال في بريتاني للمقايضة بالقماش وأعرب عن رغبته في شراء عربة لامبال والفرس القديم لهذا الغرض. لامبال باعه العربة والفرس بمئتي فرنك.
الكربون وأصدقائه قاد ذلك إلى 19، fr, بالقرب من سان لازار، حيث أنهم استأجروا سقيفة. وهناك أمضوا خمسة أيام التطويق برميل نبيذ خشبي كبير وربطه إلى عربة مع عشر حلقات حديدية قوية. كانت الفكرة تتلخص في ملء برميل خشبي بالبارود، وصنع الآلة الجهنمية وتفجيرها بالقرب من نابليون بينما كان يقود سيارته في مكان عام مثل دار الأوبرا.
في يوم (22 ديسمبر) قاد سان ريجانت إلى مكان دو كاروسيل تبحث عن موضع الآلة الجهنمية. اختار بقعة في fr شارع سانت نيكيز، شمال قصر التويلري، نحو فوبورج سانت أونوريه، حيث نابليون قد ذبح المتمردين الملكيين في عام 1795 "أكثر أو أقل على ما هو الآن في مكان دو مسرح الفرنسي. شارع دي لا لوي، (اليوم شارع دي ريشيليو)، الذي يؤدى إلى أوبرا، كان ما يقرب من استمرار ذلك. "قرر سان ريجانت أن هذا هو المكان المثالي. واضاف "انهم عليهم وضع العربة التي تحمل برميل المتفجرات في شارع سانت نيكيز، نحو شارع سانت أونوريه، نحو 20 مترا من مكان دو كاروسيل... سيكون واحد منهم يقف ساعة قبل فندق Hôtel de Longueville ، في الجانب الآخر من الساحة. وهكذا نرى أن عملية النقل عندما غادرت العربة، فإنها سوف تكون قادرة على إعطاء إشارة إلى الشخص الذي يمسك فتيلا طويلا، أن يعمد إلى إشعال القنبلة”.

## الانفجار

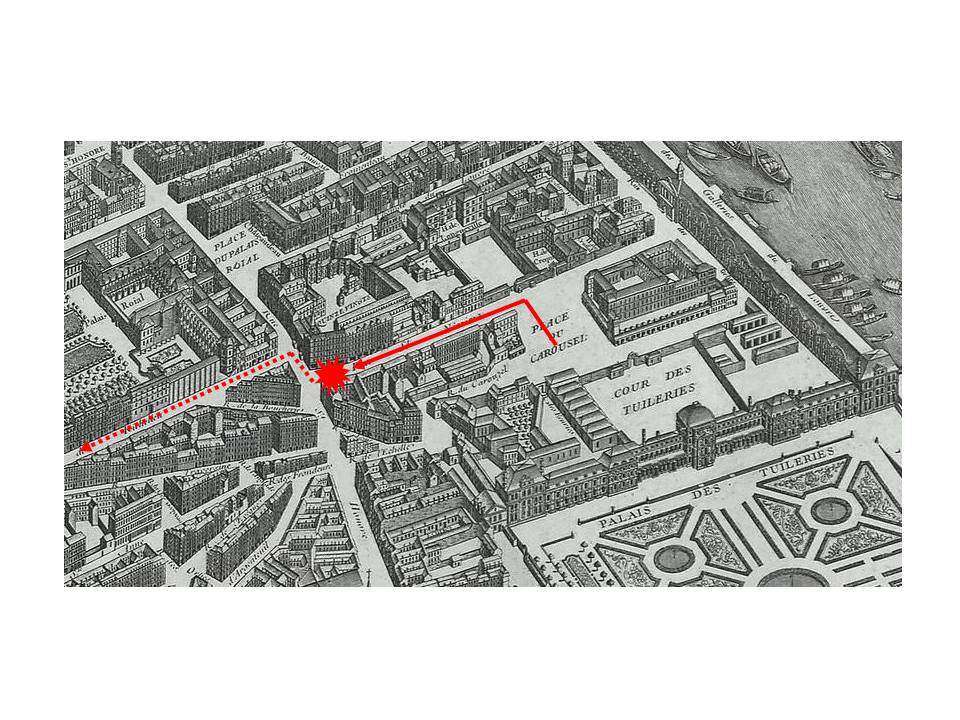
طريق العربة التي كان بستفلها نابليون خلال مؤامرة شارع سان نيكيز في باريس (24 ديسمبر 1800)

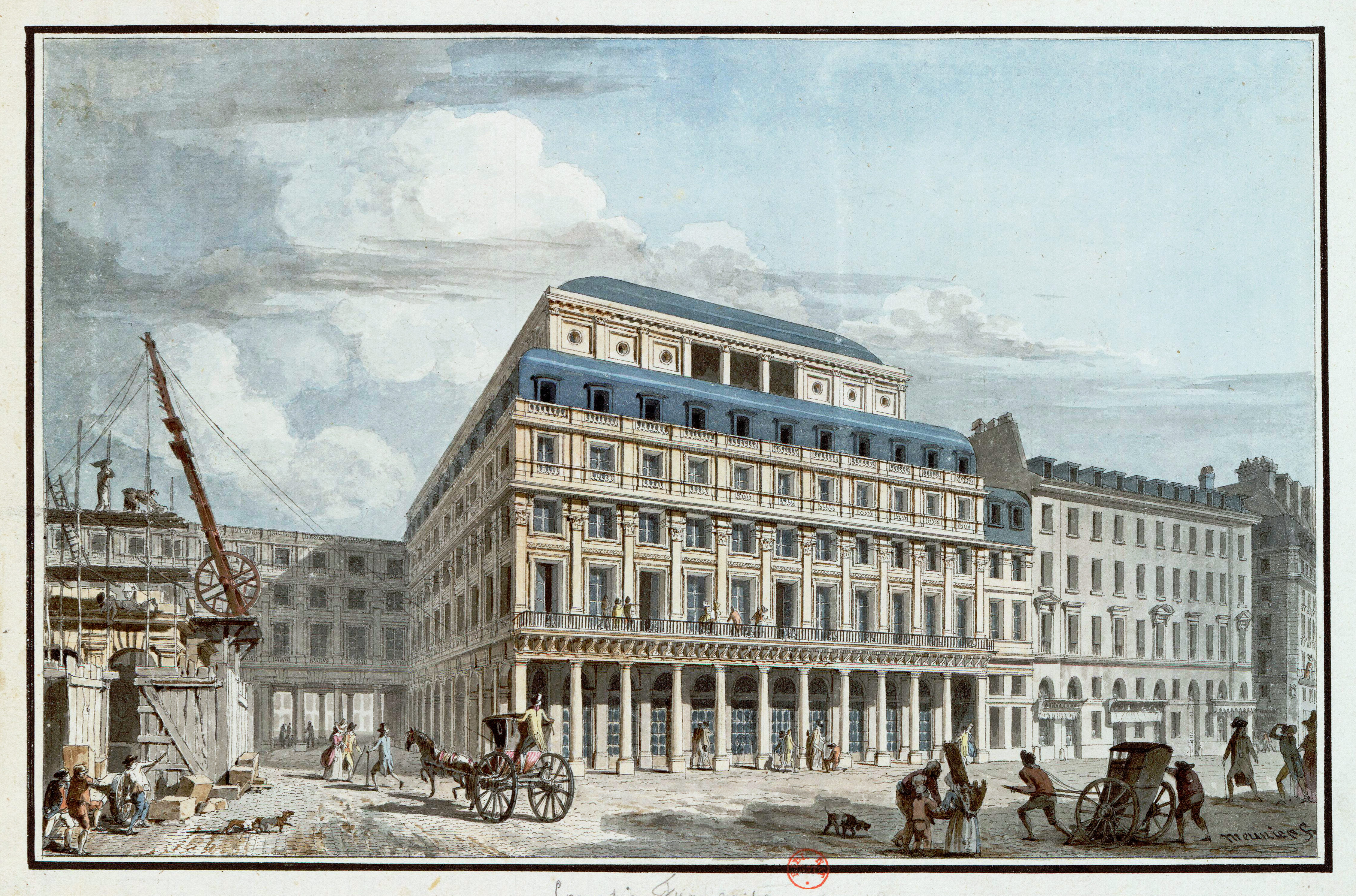
لوحة مائية من أواخر القرن ال18 من كوميدي-فرانسيز

في وقت متأخر بعد الظهر من 3 Nivôse السنة التاسعة من الجمهورية الفرنسية (ليلة عيد الميلاد، 24 ديسمبر 1800) فإن كربون الذي خطط، وصنع الآلة الجهنمية ، شد السرج الذي ربط به الفرس إلى عربة مع برميل نبيذ خشبي كبير ومع Limoëlan قاد ذلك إلى بورت سان دوني، على المشارف الشمالية لباريس. في مبنى مهجور، حملوا برميل خشبي معبأ بالبارود.
بعد ذلك قاد إلى شارع سان نيكيز، إلى الشمال من القصر. عبر Limoëlan لأكثر من مكان دو كاروسيل، حيث أنه قد يكون قادرا على إعطاء إشارة لاثنين من زملائه المتآمرين لإشعال الفتيل. سان ريجانت، قد رأى فتاة تبلغ أربعة عشر عاما من العمر تدعى ماريان بيرسول من المدينة كانت أمها تبيع حزم الخضروات الطازجة والخبز في مكان قريب من شارع دو باك. وقال انه دفع لها اثني عشر سوس كى تمسك بلجام لبضع دقائق. في 08:00.
كان التفكير أن الشرطة قد تلقى القبض على المتآمرين، ونابليون في غضون ذلك قد يسترخى ولكن شعوره بالتعب سيقوده على مضض إلى دار الأوبرا لحضور أداء موشح ديني مهيب لجوزيف هايدن Die Schöpfung («الخلق»)، التي تعزف في فرنسا للمرة الأولى. وقد سبق نقل بونابرت من قبل بمرافقة الفرسان من الحرس الإمبراطوري، تحت إمرة وزير الحرب برتيه الجنرال لانس، والعقيد وريستون، مساعد دي مخيم بونابرت، ركب مع القنصل الأول.وقد ورد في مذكراتهم، وهو طبيب نفساني فرنسي في القرن التاسع عشر اسمه غارنييه استنتاج أن نابليون كان في طريقه إلى أوبرا وكانت طاقته قد استنفدت وسقط على الأرض نائما.
وبينما كان نائما، قال نابليون كان له حلم مزعج عيش له هزيمة في نهر تاليامنتو من سنة 1797 من قبل النمساويين قبل ثلاث سنوات. في حين أنه بينما كان نابليون يحلم، كانت العربة، يقودها رجل في حالة سكر يدعى سيزار، إخترقت شارع سان نيكيز ودخلت شارع فوبورج سانت أونوريه. ليمولان، وإستقرت في مكان دو كاروسيل، وأصيب بالذعر وفشل في إعطاء الإشارة إلى سان ريجانت في شارع سان نيكيز، الذي فقد لحظة ثمينة أو اثنين. عندما قاد الحراس في الموكب نابليون، إلى مكان آمن وهنا فطن سان ريجانت وأشعل الفتيل وهرب.
وانفجرت الآلة الجهنمية مما أسفر عن مقتل فتاة في سن المراهقة بيوسول بينما قتل وجرح العديد من المارة الأبرياء الأخرون.

## ضحايا الانفجار
كان نابليون قد اهتز بشدة، لكنه فر من انفجار الآلة الجهنمية سالما جسديا. وعندما وصل إلى الأوبرا إستقبل بحفاوة بالغة من الجمهور. ومع ذلك، فإن الانفجار قتل عددا من المارة الأبرياء. كم عددهم هذا غير واضح.
أحد الباحثين يعتقد أن «عشرات الأشخاص قد لقوا مصرعهم، وأصيب ثمانية وعشرين» في الانفجار. يعتقد البعض أن «تسعة أشخاص أبرياء قد قتلوا وجرح ستة وعشرين».كتب باحث ثالث أن القنبلة قتلت شخصين وإصابت ستة أشخاص بإصابات بالغة (وغيرها طفيفة).
القنبلة قتلت طفلة تبلغ من العمر أربعة عشر عاما، بينسول، التي دفع لها سان ريجانت لإمساك زمام الفرس المربوط إلى عربة تحمل القنبلة، وبالطبع الفرس القديم. وكانت هناك أيضا بعض الآثار الطبية الأخرى. زوجة نابليون، جوزفين، أغمي عليها. وكانت يد ابنتها هورتنس قد أصيبت بتمزقات.
شقيقة نابليون كارولين مراد، التي كانت في شهرها التاسع من الحمل، وكانت أقل صحة وتحملا ناهيك عن قواها العاطفية، وأصيبت بصدمة شديدة. وأصبحت حريصة ومكتئبة. وولدت في يناير كانون الثاني عام 1801، طفلا اشيل مراد، يقال أنه عاني من الصرع. في وقت لاحق كان لكارولين ثلاثة أطفال آخرين.

## البحث عن المشتبه بهم والعقوبات
إعتقد مخبرين للشرطة أن بعض أقصى اليسار اليعاقبة المعروفين باسم «المتطرفين» تآمروا لقتل نابليون باستخدام الآلة الجهنمية . يومي 16 و 17 برومير السنة التاسعة من الجمهورية الفرنسية (07-08 نوفمبر، 1800) وقامت شرطة باريس بالقبض على exclusif المتآمرين، بما في ذلك المحرض اسمه ميتاج وكيميائي يدعى شوفالييه.
ميتاج نشر كتيبا بعنوان لو TURC آخرون لو العسكرية الفرنسية («الترك والجيش الفرنسي»)، مقارنا نابليون بالحاكم الروماني الاستبدادي يوليوس قيصر، الذي قتل على يد ماركوس بروتوس، ويدعو إلى «ولادة آلاف Bruti لطعن الطاغية بونابرت». وقد جرب ذلك الفارس المتفجرات في حظيرة وقد أشتبه أنه صنع قنبلة يهدف من وراءها قتل نابليون، إلا أن الآلة الجهنمية التي فجرت بعد شهر في شارع سان نيكيز ليست قنبلة شوفالييه.
كان نابليون مقتنعا على ما يبدو أن محاولة اغتياله بذلت من قبل exclusifs اليعاقبة اليسار المتطرف. جوزيف فوشيه اتهم chouans، أن بونابرت لم يستمع. وكان يشعر «بصدمة عميقة وغاضب جدا». وأعرب عن اعتقاده بأنه قد فعل العجائب لفرنسا وأن كونه قد تعرض للقتل غير منصف أبدا.
قال نابليون الغاضب لمجلس الدولة، «لمثل هذه الجريمة البشعة نحن يجب أن يكون الانتقام مثل الرعد القاصف. الدماء يجب أن تتدفق؛ يجب علينا أن نطلق النار على العديد من الرجال المذنبون كما كان هناك ضحايا.» نابليون أراد إزالة أعدائه اليعاقبة من فرنسا الأم. وحتى بعد أن تم القبض على الجناة الحقيقيين من قبل شرطة فوشيه، رفض نابليون العفو عن تلك الزمرة البريئة، مصرا على أن يتم ترحيلهم من فرنسا.
130 من المشتبه بهم، لم بعاود أي منهم الظهور، كانت الفدية للآلة الجهنمية. عندما عقد قبض فوشيه على الجناة الحقيقيين، سان Rejan وكربون، عندما إستقر أن محاولة Nivôse كانت من عمل Chouans، بعد فوات الأوان. لم يكن هناك عفو عن اليعاقبة المحظورين بسبب حظر على المطلوبين حقا. من قبل إجراءات وقائية خفية لم تكن قد أدانت المشاركة في هذه القضية من شارع سان نيكيز.
لكن التعامل معهم في إطار تدبير السلامة العامة. وقد حول نابليون كل شيء لمصلحته: الغضب الشعبي، والقضاء على الثوار بلا هوادة، وقد أشار إلى أن لديه أعداء حقودين بين الملكيين. ولم يكن هذا كل شيء. إنه من الصعوبة جدا جعل القانون لمواجهة الظروف الاستثنائية بحيث تضع في يديه آلة صارمة تمكنه من العمل بأسلوب لا يضاهى.
إذا ترحيل بقايا «روبسبير» قد يلتقي كما كانت تسمى، مع المعارضة، وكان في اثنين من المجالس النيابية هم المسؤلين عن تصنيع القوانين. كان الشق التشريعى تربيونات معاديا، وكان الفيلق التشريعى غير ودي..

## في الثقافة الشعبية
الهجوم الذي وقع في شارع سان نيكيز التي كتبها تيودور غوسلين، وهو مؤرخ الذي كتب أساسا حول الثورة الفرنسية وعهد الإرهاب.
يوفر هجوم شارع سان نيكيز أيضا خلفية لرواية تاريخية «من أجل الملك» 2010 fr
وكان هجوم شارع سان نيكيز خلفية مهمة في يوبي سوفت أساسنز كريد يونيتي. في البعثة، القتلة تساعد في وقف المتشددين من تشغيل الجهاز وتدمير المدفعية التي تهدف إلى القضاء على نابليون.